# Tidsaxel över Polens historia
Tidsaxel över Polens historia.

## 966–1385
Under denna period regeras Polen av Huset Piast.
- 966: Polen kristnas under Mieszko I.
- 977: Helige Vojtěch Adalbert av Prag dödas vid mission till prusernas land.
- 980: Hamnstaden Gdańsk bildas.
- 1025: Boleslav I av Polen av antar kungatiteln och Polen blir ett kungarike
- 1138: Boleslav III av Polens testamente delar upp Polen.
- 1227: Tyska orden ("korsriddarna" enligt polsk benämning) etablerar sig öster om Wisła.
- 1307: Tyska orden erövrar Gdańsk.
- 1309: Tyska orden sätter upp Marienburg som sin huvudfästning.
- 1320: Vladislav/Władyslaw I Alnhög (Łokietek) kröns till Polens kung i Kraków.
- 1343: Kasimir (III) den Store erkänner Tyska ordens övertagande av Pommern och Gdańsk.
- 1364–1400: Universitetet i Kraków bildas (senare: Jagellonska universitetet).

## 1386–1572
Under denna period regeras Polen av Jagellonska ätten.
- 1386: Jogaila Algirdaitis omvänds till katolicismen som Vladislav II/Władysław II Jagiełło och inledning av konvertering till katolicismen av storfurstendömet Litauen
- 1410: Polsk-litauisk seger vid slaget vid Tannenberg mot Tyska orden
- 1454: Preussen annekteras av Polen (Kasimir IV)
- 1454-1466: Trettonåriga kriget, slutar med freden i Toruń 1466. Kungliga Preussen annekteras av Polen.
- 1525: Luthersk protestantism införs i Preussen och Tyska orden sekulariseras. Preussen underställs Polen.
- 1561: Livland underställs Polen.
- 1569: Överenskommelse om Polsk-litauiska samväldet i Lublin
- 1572: Sigismund II August dör som den siste kungen i jagelloniska-dynastin.

## 1572–1795
Polen styrs under denna period av kungar som väljs av adeln, kallas även Polsk-litauiska samväldet, eller den Första Republiken (Första Rzeczpospolita). Perioden avslutas med Polens delningar.
- 1573: Religionsfrihet proklameras men i verkligheten förtrycks andra religionsutövare, framför allt ortodoxa ukrainare. Den första valda kungen, Henrik III av Frankrike (polskt namn Henryk Walezy), kommer till makten.
- 1578: Tribunal för Kronan etableras (det vill säga den Polska delen av Polsk-Litauiska unionen)
- 1578: Tribunal för Litauen etableras
- 1593: Ett rusinskt kosackuppror under ledning av hetman Krzysztof Kosiński slås ner av polackerna.
- 1596: Huvudstaden flyttas från Kraków till Warszawa.
- 1610–1611: Polsk ockupation av Moskva (Stora oredan i Moskovitien under Boris Godunov)
- 1619–1629: Krig med Sverige om Livland. Livland förloras till Sverige.
- 1620–1621: Polsk-turkiska kriget.
- 1626: Ett nytt kosackuppror under ledning av Taras.
- 1632–1634: Polsk-moskovitiska kriget om Smolensk.
- 1637: Nytt kosackuppror under ledning av hetman Pavljuk slås ner av polackerna.
- 1648: Bohdan Chmelnytskyjs kosackuppror startar och pågår i sex år. Redan sommaren samma år startar Chmelnytskyj förhandling med Tsarryssland om en union till försvar mot Polen. Tsarryssland sammankallar ett råd som sammanträder mellan 1651 och 1653 då begäran godkänns preliminärt.
- 1652: Polskt veto (på latin Liberum veto – 'fritt veto') introduceras i Sejmen
- 1653: Tsarryssland godtar kosackernas belöning i silver för ryska krigsstyrkan i kriget mot Polen.
- 1654: Samarbetet mellan Tsarryssland kosackerna godkänns slutligen våren 1654 i Perejaslavl. Området då kallat Lillryssland ingår en union med Tsarryssland som via Kejsardömet Ryssland och Sovjetunionen består i närmare 340 år.
- 1655: Början av svensk (Karl X Gustav) och rysk invasion
- 1657: Fördrag i Znamensk (också känd under det tyska namnet Wehlau), Polen avstår från Preussen
- 1660: Freden i Oliwa med Sverige
- 1667: Fred med Tsarryssland enligt vilken Polen slutligen förlorar västra Ukraina
- 1672: Fördrag i Buczacz, Polen förlorar Podolien till Osmanska riket
- 1683: Kungen Johan III Sobieski befriar Wien undan turkisk belägring
- 1699: Freden i Karłowice, Podole återtas
- 1700–1709: Krig mot Karl XII
- 1733–1736: Polska tronföljdskriget
- 1772: Polens första delning
- 3 maj 1791: Konstitutionen antas av Sejmen
- 1793: Polens andra delning
- 1794: Kościuszko-upproret
- 1795: Polens tredje delning, den siste kungen Stanisław II August Poniatowski abdikerar.

## 1795–1918
Polen är uppdelat mellan Kejsardömet Ryssland, Preussen och Österrike och existerar inte som en självständig stat.
- 1806: Uppror i den preussiska delen av Polen. Polsk armé skapas.
- 1807: Storhertigdömet Warszawa etableras av Napoleon Bonaparte
- 1809: Storhertigdömet Warszawa utökas med bland annat Kraków
- 1812: Napoleon Bonapartes krig mot Ryssland med polskt deltagande
- 1813: Storhertigdömet Warszawa ockuperas av ryska styrkor efter Napoleons förlust
- 1815: Kongresspolen skapas, med den ryske tsaren Alexander I som kung
- 1818: Första session av Sejmen i Kongresspolen
- 1820: Andra session av  Sejmen i Kongresspolen
- 1820: Adam Mickiewicz publicerar Ode till de unga, en patriotisk skrift som fick stort genomslag
- 1821: Alexander I förbjuder polska (illegala) föreningar i ett dekret.
- 1830: Novemberupproret i Warszawa
- 1831: Flera uppror och polsk-ryskt krig. Polackerna får stöd i flera länder, bland annat La Varsovienne (Warszawianka) och Polenlieder sjungs på flera håll Europa. När upproret slås ner, går 10 000 polacker i exil (känd i polsk historia som Den stora emigrationen).
- 1834: Adam Mickiewicz publicerar i Paris nationalepos Pan Tadeusz (Herr Tadeus).
- 1846: Revolution i Kraków; Bonduppror och massaker på polsk adel i Galizien; Österrike annekterar Galizien.
- 1848–1849: Revolution i Europa, i Polen uppror i Kraków, Poznań och Lviv.
- 1861: Uppror i Warszawa
- 1863: Januariuppror mot ryskt styre i Polen.
- 1869: Visst självstyre i Galizien utropas av Österrike.
- 1872: Förtyskningsaktioner i de preussiska områdena, polska förbjuds i undervisningen.
- 1886: Otto von Bismarck skapar en fond för uppköp av polsk egendom i de preussiska områdena.
- 1905: Revolution i Ryssland och i Polen.
- 1907: Allmän manlig rösträtt i Österrike.
- 1914: Första världskriget bryter ut. Józef Piłsudskis legioner försöker gå in i den ryska delen av Polen. Rysslands tsar Nikolaj II förklarar sig beredd att samla alla Polens delar i ett land under ryskt beskydd.
- 1915: Centralmakterna ockuperar det till Ryssland hörande Kungadömet Polen (egentligen fortfarande Kongresspolen).
- 1916: Preussen-Österrike utropar mitt under pågående krig ett självständigt Kungadöme Polen dock utan att ange dess gränser.
- 1917: Polsk armé bildas i Frankrike, från 1918 under Józef Haller von Hallenburg.

## 1918–1939
Perioden kallas den Andra Republiken, eller det Andra Rzeczpospolita.
- 8 januari 1918: Woodrow Wilsons fjorton punkters program omnämner återskapande av ett oberoende Polen med havskust.
- 3 mars 1918: Freden i Brest-Litovsk mellan Centralmakterna och Sovjetryssland (RSFSR)
- 31 oktober 1918: Polsk-ukrainsk konflikt om Lwów  och Galizien
- 11 november 1918: Oberoende Polen utropas i Warszawa
- 27 december 1918: Upproret i Poznań mot Preussen
- 26 januari 1919: Val till första Sejmen i det återskapade Polen
- 24–27 februari 1919: Polen erkänns av Italien, Storbritannien och Frankrike
- 28 juni 1919: Versaillesfördraget – Poznań och den polska korridoren erkänns.
- 1919–1921: Polska styrkor ockuperar Wilno/Vilnius, Minsk och Kiev polsk-sovjetiska kriget 1919-1921. Sovjetisk motoffensiv och slaget vid Warszawa 1920, varefter ny polsk offensiv med återtagande av Wilno. Freden i Riga med Sovjet-Ryssland (RSFSR) och Ukrainska SSR 1921.
- 17 maj 1921: Ny konstitution antas.
- 1923: Polens östra gränser erkänns internationellt vid ambassadörskonferensen i Paris.
- 1925: Hamnstaden Gdynia börjar byggas.
- 1926: Józef Piłsudskis statskupp – Sanacja-period inleds. Piłsudski blir diktatorisk härskare. Militärregimen fortsätter efter Piłsudskis död 1935.
- 1932: Icke-angreppspakt med Sovjetunionen.
- 1932: Icke-angreppspakt med Tyskland (se Weimarrepubliken).
- 1934: Icke-angreppspakten med Sovjetunionen utökas till 10 år.
- 1938: Polskt ultimatum till Tjeckoslovakien – Polen ockuperar Zaolzie och Cieszyn.
- 1939: Molotov-Ribbentrop-pakten antas.

## 1939–1945
Polen delades upp mellan Nazityskland och Sovjetunionen (1939–1941), och (1941–1945) helt under Tyskland till andra världskrigets slut.
- 1 september 1939: Andra världskriget börjar. Polen delas upp mellan Tyskland (1 september) och Sovjetunionen (17 september) enligt Molotov-Ribbentrop-pakten. Gränserna korrigeras 28 september
- Maj 1939: Operation Tannenberg inleds av tyskarna för att utrota polsk intelligentia. Koncentrationslägret Stutthof öppnas 2 september.
- 17–18 september 1939: Polsk regering flyr till Rumänien och interneras.
- 30 september 1939: General Władysław Sikorski bildar polsk exilregering i Paris
- Oktober 1939: Generalguvernementet inrättas.
- 1940: Massdeporteringar av polacker till inre Sovjetunionen, ofta till Gulag; Mellan 21 000 och 23 000 polska krigsfångar avrättas av NKVD i Katyn och i liknande aktioner
- 1940: Sikorskis regering flyttar till London; Slaget om Storbritannien med deltagande av polska piloter.
- Oktober 1940: Nazisterna bildar getton i Warszawa och Łódź.
- 1941: Utvandring av polska krigsfångar och civila till Persien, efter avtal mellan generalerna Władysław Anders, Władysław Sikorski och Sovjetunionen.
- 1942: Nazistisk massutrotning av judar i Polen inleds.
- Juli–augusti 1942: Evakuering av 115 000 polska militärer och civila under ledning av general Władysław Anders från Sovjetunionen till Persien och sedan till Brittiska Palestinamandatet. Militärerna ansluter sig till polska andra kåren.
- 1943: Upproret i Warszawas getto
- 1944: Slaget om Monte Cassino
- 1944: Warszawaupproret 1944, Röda armén gör samtidigt halt på andra sidan av Wisła till tyskarna slår ner upproret.
- Juli 1944: Prosovjetisk kommitté för nationell befrielse (PKWN) bildas i Lublin
- 1945: Sovjetiska trupper driver ut tyskarna ur Polen.
- 1945: Jaltakonferensen och Potsdamkonferensen överlämnar delar av Polen till Sovjetunionen och fastställer Polens nya gränser som flyttas västerut.

## 1945–1989
Perioden kallas Folkrepubliken Polen (Polska Rzeczpospolita Ludowa).
- 1947: Folkomröstning: Sejmen avskaffas formellt, ekonomisk politik och västra gränser godkänns; uppgjort val ger PPR makten
- 1952: Ny, socialistisk, konstitution. Polen utropas till kommunistisk folkrepublik
- 1955: Polen går med i den av Sovjetunionen ledda Warszawapakten
- 1956: Arbetaruppror i Poznań. Över 50 polacker dödas i kravaller efter att ha krävt större frihet. Den fängslade Władysław Gomułka friges och blir ny partichef
- 1968: Antisemitisk kampanj initierad av den kommunistiska regimen leder till stor judisk emigration
- 1970: 39–44 polacker dödas i kravaller i kuststäderna utlösta av krav på lägre matpriser. Kommunistpartiet, under ny partichef Edward Gierek, ändrar sin ekonomiska politik
- 1978: Kardinalen av Kraków, Karol Wojtyła, väljs till påve, och antar i samband med detta namnet Johannes Paulus II
- 1980: Edward Gierek avsätts. Fackföreningen Solidarność (på svenska känd som 'Solidaritet') bildas under ledning av elektrikern Lech Wałęsa i samband med oroligheter vid varvet i Gdańsk
- 1981: Krigslagar införs av general Wojciech Jaruzelski och flera av Solidaritets ledare fängslas. Undantagstillståndet gäller fram till 1984
- 1989: Rundabordssamtal mellan Solidaritet, kommunistpartiet och kyrkan. De leder till delvis fria val som blir en stor framgång för Solidaritet

## 1989-
Perioden kallas den Tredje Republiken eller det Tredje Rzeczpospolita.
- 1990: Lech Wałęsa väljs till Polens president.[1] Startskottet går för marknadsreformer och privatiseringar.
- 1993: Det reformerade kommunistpartiet ingår i en koalitionsregering men de stödjer fortsatta marknadsreformer
- 1995: Den tidigare kommunisten Aleksander Kwaśniewski slår med knapp marginal Lech Wałęsa i presidentvalet. Kwaśniewski omväljs till president 2000.
- 1998: Polen inleder förhandlingar om EU-medlemskap.
- 1999: Polen går med i försvarsalliansen Nato.
- 2002: EU:s toppmöte i Köpenhamn enas om inträdesvillkoren för Polen och nio andra ansökarländer.
- 2003: I en folkomröstning säger polackerna ja till EU-medlemskap.
- 2004: Polen blir medlem i EU den 1 maj.
- 2005: Den 2 april avlider påven Johannes Paulus II. Påven har ansetts som en viktig person för det moderna Polen.
- 2010: Den 10 april omkommer Polens president och många andra polska dignitärer i en flygolycka.
- 2015  Det nationalkonservativa regeringspartiet Lag och rättvisa har haft makten sedan 2015. Stödet för partiet räcker till egen majoritet i sejmen. Partiet vann parlamentsval 2015 och 2019.

### Fotnoter
1. ↑  ”Poland” (på engelska). World Statesmen. http://www.worldstatesmen.org/Poland.htm. Läst 16 oktober 2015.

Fet text